# Miron Lifincev
Miron Lifincev (in russo Мирон Лифинцев?; 25 aprile 2006) è un nuotatore russo, specializzato nel dorso.

## Carriera
Nel 2024 ha conquistato la medaglia d'oro nei 50 e nei 100 metri dorso e in tre staffette ai mondiali in vasca corta di Budapest. L'anno successivo sale sul gradino più alto del podio nella staffetta 4x100 metri misti mista e nella 4x100 metri misti mista ai mondiali di Singapore.

## Palmarès
- Mondiali

Singapore 2025: oro nella 4x100m misti e nella 4x100m misti mista.
- Mondiali in vasca corta

Budapest 2024: oro nei 50m dorso, nei 100m dorso, nella 4x100m misti, nella 4x50m misti mista e nella 4x100m misti mista.